# Donuctenusa fiorii
Donuctenusa fiorii là một loài bướm đêm trong họ Noctuidae.